# 安邦俊

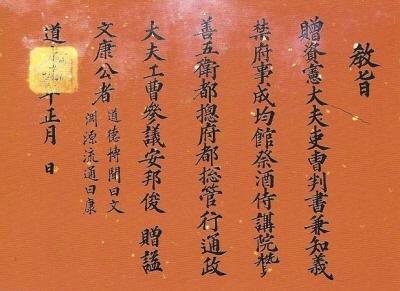
安邦俊的諡號敎紙

安邦俊（朝鮮語:안방준，1573年7月20日—1654年11月13日），字士彦（사언）、號隱峰（은봉），又号牛山（우산），本貫竹山安氏、他是朝鲜王朝后期的政治家及性理學思想家及作家、詩人、畵家、敎育家。諡號文康（문강）。朝鮮之役的義兵將領之一。成渾、鄭澈、趙憲的門人。他的畿湖學派的分派湖南學派的大家。

## 生平
他的退溪李滉的門人竹川朴光前的門下出入朱子學的修學、以后鄭澈、趙憲的門下出入修學。鄭澈、趙憲的推薦派州成渾的學堂入學、成渾爲朝鮮儒學系的畿湖學派的巨斗一人。
1592年朝鮮之役、他的鄉里落鄉義兵起義抗倭參戰、終戰后不仕學門硏究及朱者學的敎育戰念。

## 參見

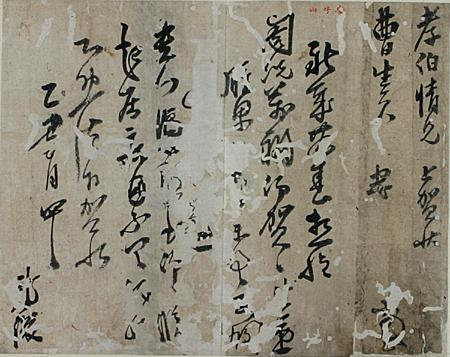
安邦俊的便紙書

## 著作

### 朱子學書
- 《隱峰全書》
- 《三寃記事》
- 《己卯遺蹟老辣瀡辭》
- 《師友鑑戒錄》
- 《混定錄》
- 《混定編錄》
- 《混定編錄》
- 《買還問答》

### 朝鮮之役的義兵活動報顧書
- 《抗義新編》
- 《李大源傳》
- 《湖南義兵錄》
- 釜山記事
- 露粱記事